# Enida
Enida is een geslacht van weekdieren uit de klasse van de Gastropoda (slakken).

## Soorten
- Enida japonica A. Adams, 1860
- Enida taiwanensis Dong, 2002[1]